# Nagy Viktória (labdarúgó)
Nagy Viktória (Kiskunfélegyháza, 1993. november 15. –) labdarúgó, csatár. Jelenleg a Ferencváros játékosa.

## Pályafutása

### Klubcsapatban
2005-ben a Jászszentlászlói SE csapatában kezdte a labdarúgást. 2008 óta a Ferencváros labdarúgója. Tagja volt a 2008–09-es idényben bronzérmet szerzett és a 2010-ben magyar kupa-döntős csapatnak.

## Sikerei, díjai
- Magyar bajnokság
  - 3.: 2008–09
- Magyar kupa
  - döntős: 2010